# White (Géorgie)
Pour les articles homonymes, voir White.
White est une ville américaine située dans le comté de Bartow, en Géorgie. Selon le recensement de 2020, sa population est de 661 habitants.